# Orbitoclaste

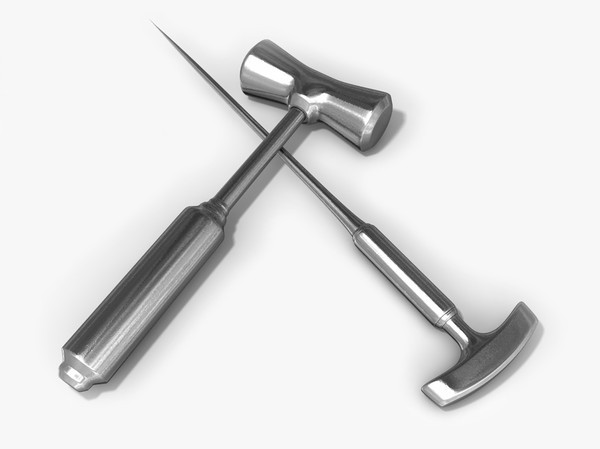
Orbitoclaste.

L'Orbitoclaste est un instrument chirurgical historique utilisé, principalement dans les années 1940 et 1950, pour la pratique de la lobotomie transorbitale. La lobotomie, acte médical déjà controversé à l'époque, consistait à sectionner tout ou partie des connexions du lobe frontal avec le reste du cerveau, comme traitement d'une variété de maladies mentales réelles ou supposées. 
La lobotomie transorbitale, mise au point par Walter Jackson Freeman, vise à simplifier cet acte et à le réaliser hors d'un bloc opératoire. Pour cela, un instrument est glissé entre l'œil et l'orbite, enfoncé avec un marteau pour traverser l'os, et déplacé latéralement pour sectionner le tissu cérébral. Pour ses premiers patients, Freeman a utilisé un simple pic à glace venant de sa cuisine. L'orbitoclaste est très similaire dans sa construction, mais réalisé spécifiquement, et plus robuste.  